# Ascensio Ignacio Altuna
Ascensio Ignacio Altuna (Azpeitia, Guipúzcoa), 1802 - Vitoria, 8 de abril de 1863) fue una destacada personalidad política guipuzcoana. Ocupó los cargos de diputado general de Guipúzcoa, alcalde y diputado en Cortes en sucesivos años. 

## Biografía

### Estudios y prisionero de loscien mil hijos de San Luis
Ascensio Ignacio Altuna fue una destacada personalidad política guipuzcoana nacida en Azpeitia en 1802. Hizo sus estudios en el Real Seminario de Vergara, entre 1816 y 1818, y en la Academia de Ingenieros de Alcalá de Henares preparándose para la carrera militar. Debido a su apoyo al general Riego, al que sirvió en el quinto Ejército que operaba en Andalucía, fue hecho prisionero de los Cien Mil Hijos de San Luis el 14 de septiembre de 1823 y enviado a Francia. A su regreso fue sometido a “purificación”, que la consiguió en segunda instancia, obtenida la cual se le abrían las puertas de la actividad política e institucional, durante la década de dominio realista-absolutista.

### Diputado General
Pasado este periodo fue elegido diputado general de Guipúzcoa en 1828, 1829, 1833, 1839, 1845, 1846, 1848, 1851 y 1860 convirtiéndose en el contradictor de los comerciantes donostiarras partidarios del libre comercio y luego en el mentor del moderantismo fuerista de Guipúzcoa que desemboca en la Unión Vascongada. Ejerció una importante influencia en la política guipuzcoana de mediados de siglo XIX.

### Disputas entre la provincia y San Sebastián
En 1831, siendo representante de Vergara en las Juntas Generales de Guipúzcoa, Ascensio Ignacio Altuna encabezó la enemiga de la provincia frente a los proyectos de modificación de los fueros tradicionales auspiciados por los representantes donostiarras. Precisamente en la Junta General celebrada en Azpeitia en 1831, propuso la creación de una comisión que examinase la exposición del Ayuntamiento de San Sebastián y de la Junta de Comercio. Esta comisión estuvo formada exclusivamente por los grandes propietarios de la provincia, sin que los intereses industriales o comerciales obtuvieran representante alguno. El dictamen de esta comisión insistió en la salvaguarda de la integridad de los principios del fuero, dadas las funestas consecuencias que se derivarían de la aplicación de las medidas propuestas por San Sebastián, encaminadas a una plena integración económica en el mercado nacional español. El mencionado dictamen fue aprobado por la gran mayoría de los representantes, excepción hecha de San Sebastián, Pasajes, Berástegui y Alegría. El enfrentamiento entre los representantes de San Sebastián y el resto de la provincia se prolongaría durante veinte años para, a la postre, llegar a resoluciones de consenso hacia finales de los años cuarenta. A la vista de los resultados, Altuna llegó a lamentar con el tiempo la conflictividad que se generó entre San Sebastián y la Provincia y en la que tanto protagonismo le cupo.

### En laprimera guerra carlista
En 1833, cuando se produjo la insurrección carlista, era miembro de la Junta particular de Guipúzcoa y se mantuvo fiel a la legalidad, pero ante el empuje y expansión de los paisanos armados sublevados en Vizcaya, se trasladó a Tolosa para finalmente recalar en San Sebastián el 23 de octubre de 1833. Durante la guerra se exilió a Bayona y fue el primer secretario de la Junta de Bayona, que impulsó la política de “Paz y Fueros” de Muñagorri.

### Enfrentamiento con el corregidor de Guipúzcoa
Tras la guerra, encarnó una de las figuras habituales del liberalismo fuerista y logró el punto de inflexión y consenso con los otrora opositores de San Sebastián, sobre la base de lo que quedaba de los fueros, después del decreto de Espartero en octubre de 1841 y el restablecimiento parcial de los mismos en 1844. Altuna era alcalde elegido por sus convecinos en 1840, un año más tarde de promulgarse en Madrid la ley que “confirmaba los fueros vascos sin perjuicio de la unidad constitucional”. Las Juntas Generales y todo el aparato de poder público guipuzcoano seguían sin que, hasta entonces, hubiera sido interpretada por otra ley o reglamento la cláusula “sin perjuicio de la unidad constitucional de la monarquía”. En esas condiciones el gobierno de Madrid designó como jefe político al comandante Alcalá. La Junta guipuzcoana reunida en Azpeitia acordó, en uso de las facultades que le confería el fuero vigente, suspender el nombramiento y hacer la correspondiente representación al gobierno de su majestad. En vista de ello, el jefe político requirió directamente a los ayuntamientos para que lo hicieren cada uno por separado. El ayuntamiento de Azpeitia contestó que, habiendo concurrido por medio de su apoderado a la Junta reunida en Azkoitia, sería una inconsecuencia de aquella corporación reconocerle contra lo dispuesto por la Junta. El jefe político pretendió hacer responsable al alcalde Altuna, sin hacer averiguación previa de si había votado en pro o en contra de la denegatoria y desconociendo la legislación vigente que hacía responsable al propio Ayuntamiento y no al alcalde de los acuerdos que tomare. Altuna comunicó al jefe político que el fuero, confirmado recientemente por ley, ordenaba que no se diera cumplimiento a ninguna real orden que careciera del uso o pase de la provincia, siendo, además, declara Altuna, obligatorios en Guipúzcoa los acuerdos de las Juntas. El jefe político, lejos de reconocer la legalidad del proceder del alcalde, desconociendo su autoridad y la de las Juntas, mandó al comandante de Azpeitia que le condujeran arrestado a San Sebastián. Fue así como Altuna fue conducido por la fuerza armada y presentado al jefe político, quien, después de una larga entrevista, lo puso a disposición del tribunal de primera instancia de San Sebastián, sin jurisdicción sobre Azpeitia y no reconocido su establecimiento por las Juntas. Este incidente, cuyos pormenores se publicaron en el folleto “Al público” (en la revista Euskalerriaren Alde, n.º 21, 1919) le proporcionó gran popularidad y base para una prolongada actividad parlamentaria en Cortes que se extiende desde 1841 a 1864.

### De la táctica dilatoria al proyecto de modificación foral de 1850
Entre 1846-1851, fue comisionado de las Juntas Generales de Guipúzcoa para discutir con el gobierno el arreglo de los fueros, derivado de la ley del 25 de octubre de 1839 que quedó pendiente hasta después de la segunda guerra carlista. Pero frente a una modificación como la llevada a cabo con los fueros de Navarra, que el historiador Joseba Agirreazkuenaga considera claramente lesiva, para el quantum competencial de las instituciones forales, impulsará una estrategia dilatoria en relación con el arreglo foral, para propiciar la vigencia absoluta de los fueros enteros mientras no se produzca la modificación. Finalmente, se inclinó a favor de una estrategia pragmática y abogó por un proyecto de “arreglo” que fijara claramente el estatus político-administrativo de Guipúzcoa. De este modo, en 1850 apoyó junto a Álava el proyecto de modificación y adaptación de los fueros, pero dicho proyecto fue rechazado por las Juntas Generales de Vizcaya y, en consecuencia, no prosperaría.

### Criticado durante elbienio progresista
A mediados de 1855, en una coyuntura de ascenso de las ideas progresistas su liderazgo político fue cuestionado. El representante de la Unión de Santa Cruz de Arguisano en las Juntas Generales de Guipúzcoa, Francisco Manuel Egaña, quien en el siguiente decenio apareció vinculado a candidaturas tradicionalistas que derivarían hacia el carlismo, criticó el exclusivismo de la élite gobernante en la administración de Guipúzcoa.

### Diputado en Cortes
Es uno de los parlamentarios de Vasconia que con mayor frecuencia y continuidad conservó el escaño en el Congreso de los Diputados. Su dilatada actividad parlamentaria se extiende desde 1841 a 1864. El 14 de abril de 1841 fue elegido por primera vez diputado al Congreso por Guipúzcoa. Votó por la regencia única y en contra de la tutela que se confirió a Agustín Argüelles. Entre sus intervenciones cabe destacar la que realizó, el 17 de julio de 1841, a favor de los armeros de Éibar. Con relación a las elecciones a Cortes, manifestaba en tono irónico que "las elecciones se han hecho como todos saben", refiriéndose al férreo control que desde las Diputaciones se hacía de las mismas. Frente a estas acusaciones, Altuna defendió la gestión de la Diputación y su particular proceder en las contiendas electorales. Relata en su folleto de réplica titulado Refutación al discurso del Sr. D. Francisco Manuel de Egaña procurador de la Unión de Arguisano en las Juntas Generales de Hernani (San Sebastián, Imprenta de Ignacio Ramón Baroja, 1855) que en diciembre de 1846, cuando se procedió por primera vez a las elecciones por distritos, “se creyó sin duda en el país, que el carácter de Diputado a Cortes podría ser conveniente para el desempeño de la comisión, y así se pensó también en las otras dos Provincias Vascongadas cuando eligieron Diputado a Cortes a uno de sus comisionados”. El 8 de diciembre de 1846 volvió a ser elegido diputado en el distrito de Tolosa, siendo renovado en su cargo ininterrumpidamente hasta 1854. Participó activamente en las Cortes constituyentes de 1854, habiendo sido elegido diputado por Guipúzcoa. Más tarde, el 12 de marzo de 1861, fue elegido de nuevo por Tolosa y le sorprendió la muerte en Vitoria siendo diputado.

### Defensor de los fueros vascos en las cortes españolas
En las semblanzas de los diputados de la legislatura de 1850 atribuidas al diputado Sánchez Silva, o en otra obra del mismo estilo firmada por Emilio Tajueco, aparecía descrito como indiferente a todo lo que no tuviera que ver con los fueros. Sus intervenciones parlamentarias, en relación con el largo periodo en que ejerció como diputado, fueron más bien escasas. No obstante, también intervino en asuntos como la clasificación de las carreteras, el reemplazo en el ejército, los daños de Bilbao tras la primera guerra carlista y otros. Cuando Sánchez Silva en 1849 y en 1851 señaló que las provincias vascongadas no pagaban nada a la hacienda del Estado, ni contribuían con hombres al ejército, la argumentación de Altuna se escudó en el arreglo pendiente de los Fueros, que fueron confirmados y, por lo tanto, seguían vigentes. Pero a esto añadía que “pagan más de lo que se les puede exigir, y que toda la diferencia y todo lo que piden consiste, no en pagar más o menos, sino en el modo de pagar” . En las Cortes constituyentes de 1854 propuso la erección de un monumento en los campos de Vergara.

## Escritos
- Euskalerriaren alde. Al Público (1840)
- Refutación al discurso del Sr D. Francisco Manuel de Egaña procurador de la Unión de Arguisano en las Juntas Generales de Hernani, San Sebastián, Imprenta de Ignacio Ramón Baroja, 1855.